# Lonneke Uneken

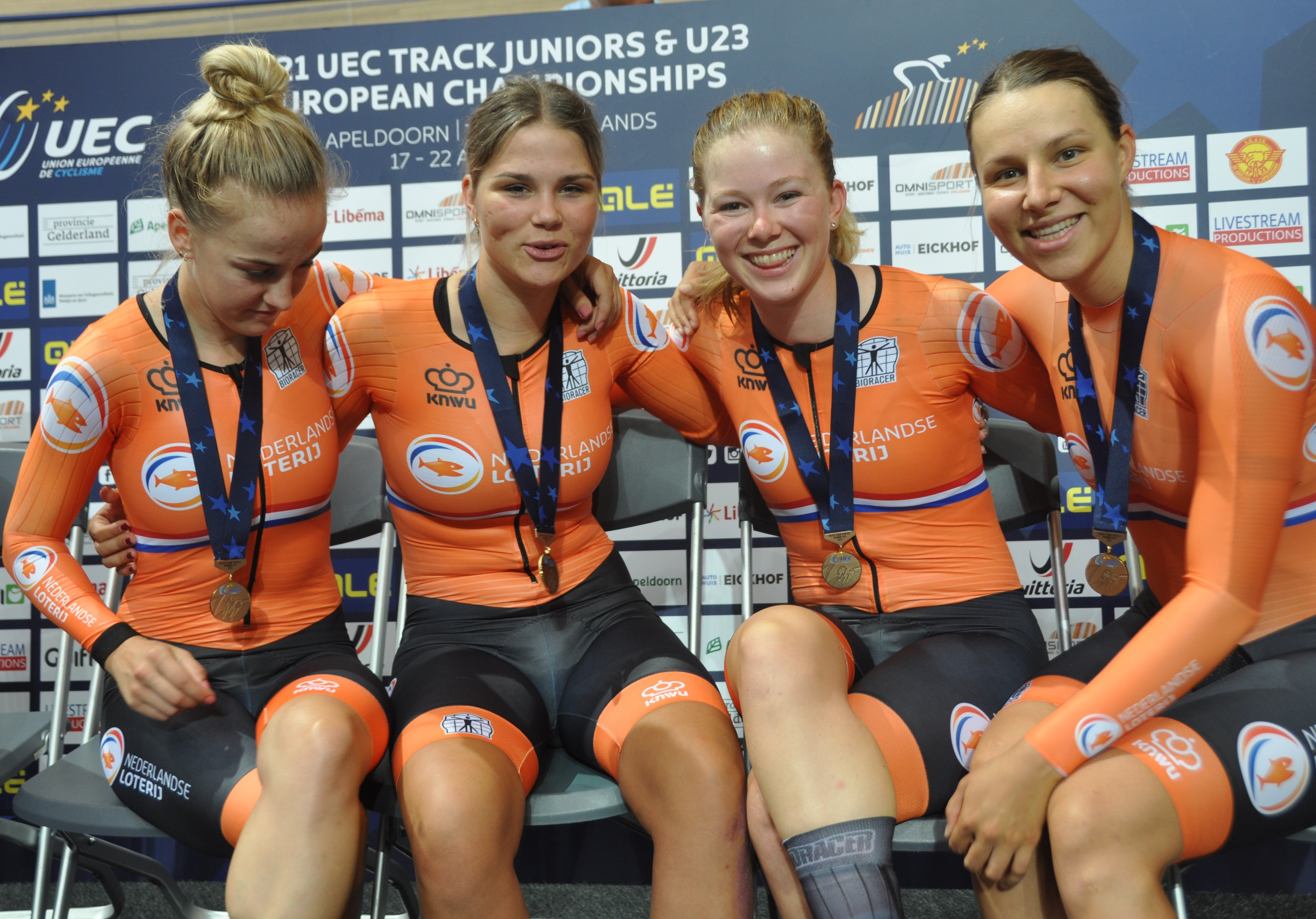
Niederländischer U23-Vierer mit Bronze in der Mannschaftsverfolgung (v. l. n. r.): Marit Raaijmakers, Amber van der Hulst, Lonneke Uneken und Mylène de Zoete

Lonneke Uneken  (* 2. März 2000 in Winschoten) ist eine niederländische Radsportlerin, die Rennen auf Bahn und Straße bestreitet. Bis 2019 war sie auch als Eisschnellläuferin aktiv.

## Sportlicher Werdegang
Lonneke Uneken wurde in Winschoten geboren und wuchs in Veendam auf. Im Alter von acht Jahren begann sie zunächst mit Eisschnelllauf, kurze Zeit später nahmen ihr Vater und ihr Großvater sie zur Radrennbahn des Vereins De Stormvogels in Veendam mit. 2016 wurde sie niederländische Jugendmeisterin im Straßenrennen, und im Eisschnelllauf startete sie auch international. Bis 2019 übte sie beide Sportarten aus, dann entschied sie sich ganz für den Radsport.
2018 gewann Uneken zwei Etappen der Healthy Ageing Tour in der Kategorie Juniorinnen. Bei den U23-Straßeneuropameisterschaften 2019 belegte sie im Straßenrennen Rang drei. 2020 erhielt sie ihren ersten Vertrag beim Team Hitec Products. Im Jahr darauf wechselte sie zum damaligen Boels Dolmans Cyclingteam und entschied jeweils eine Etappe der Healthy Ageing Tour, der Baloise Ladies Tour sowie der Holland Ladies Tour für sich. 2021 errang sie bei den U23-Bahneuropameisterschaften mit Amber van der Hulst, Marit Raaijmakers und Mylène de Zoete die Bronzemedaille in der Mannschaftsverfolgung.
Im Frühjahr 2022 gewann Lonneke Uneken eine Etappe der Bloeizone Fryslân Tour (vormals Healthy Ageing Tour). Der Sportliche Leiter ihrer damaligen Mannschaft, Danny Stam, bezeichnete sie als „größtes Talent des niederländischen Frauenradrennsports“, an dem man noch viel Freude haben werde. 2023 folgte ein Etappenerfolg bei der Thüringen Ladies Tour.
Anfang 2024 litt Uneken an Pfeiffer-Drüsenfieber und Überanstrengung. Nach ihrer Rückkehr blieb sie ohne eine einzige Top-10-Platzierung und entschied sich für einen Wechsel zum VolkerWessels Women’s Pro Cycling Team, wo sie wieder mehr auf eigene Ergebnisse fahren kann. Ihre erste Podestplatzierung mit dem neuen Team war der dritte Platz bei den erstmals ausgetragenen Midwest Cycling Classic.

## Erfolge

### Straße
2016
- Niederländische Jugend-Meisterin – Straßenrennen

2018
- zwei Etappen Healthy Ageing Tour (Juniorinnen)

2019
- U23-Straßeneuropameisterschaft – Straßenrennen

2021
- eine Etappe Healthy Ageing Tour
- eine Etappe Baloise Ladies Tour
- eine Etappe Holland Ladies Tour

2022
- eine Etappe Bloeizone Fryslân Tour

2023
- eine Etappe und Mannschaftszeitfahren Thüringen Ladies Tour

### Bahn
2021
- U23-Bahneuropameisterschaft – Mannschaftsverfolgung (mit Amber van der Hulst, Marit Raaijmakers und Mylène de Zoete)